# Tetraneura yezoensis
Tetraneura yezoensis är en insektsart. Tetraneura yezoensis ingår i släktet Tetraneura och familjen långrörsbladlöss. Inga underarter finns listade i Catalogue of Life.